# Mozga kanaryjska
Mozga kanaryjska, kanar, kanarkowa trawa (Phalaris canariensis L.) – gatunek rośliny zielnej z rodziny wiechlinowatych. Pochodzi z Wysp Kanaryjskich i Maroka. W Polsce bywa uprawiany, czasem dziczeje przejściowo (jest efemerofitem).

## Morfologia
ŁodygaRośnie do 50–60 cm.
LiścieW najwyższej jej części pochwa liściowa jest naga i rozdęta.
KwiatostanKrótki, kłosokształtny.
OwocZiarniak.

## Zastosowanie
Ziarno mozgi kanaryjskiej zwane jest również siemieniem kanarkowym (lub kanarem) i jest używane jako pokarm dla ptaków. Wysuszone formy używane są jako ozdoby do bukietów. Roślina dojrzewa po blisko 105–110 dniach. Najlepiej rośnie na glebach gliniastych, które dobrze zatrzymują wodę.
Pierwsze komercyjne uprawy założono w Stanach Zjednoczonych w latach 50. XX wieku, w latach 70. XX wieku kolejne utworzono w Kanadzie. W 2016 Kanada była największym producentem kanaru na świecie (139 300 ton), drugim natomiast Argentyna (44 354 ton), trzecim Tajlandia (35 735 ton), czwartym Australia (5025 ton). Według FAO mozgę kanaryjską uprawiano również w kilku innych krajach: na Węgrzech, w Czechach, Meksyku, Maroko, Holandii, Hiszpanii, Turcji, Urugwaju.